# Rujm al Hirrī
Rujm al Hirrī (arabiska: تل الباذوك, رجم الهري) är en kulle i Syrien.   Den ligger i provinsen al-Qunaytirah, i den sydvästra delen av landet, 80 kilometer sydväst om huvudstaden Damaskus. Toppen på Rujm al Hirrī är 516 meter över havet.
Terrängen runt Rujm al Hirrī är kuperad åt nordväst, men åt sydost är den platt. Runt Rujm al Hirrī är det ganska glesbefolkat, med 24 invånare per kvadratkilometer.. 
Trakten runt Rujm al Hirrī består till största delen av jordbruksmark.